# ستيفن مالان
ستيفن باتريك مالان (بالإنجليزية: Stephen Patrick Mallan)‏ (مواليد 25 مارس 1996) هو لاعب كرة قدم إسكتلندي يلعب كلاعب خط وسط لنادي سالفورد سيتي. لعب مالان سابقًا مع سانت ميرين وبارنسلي ونادي هيبرنيانويني ملطية سبور كما مثل إسكتلندا في مباريات دولية تحت 21 عامًا.